# 498 (szám)
A 498 (római számmal: CDXCVIII) egy természetes szám, szfenikus szám, a 2, a 3 és a 83 szorzata.

## A szám a matematikában
A tízes számrendszerbeli 498-as a kettes számrendszerben 111110010, a nyolcas számrendszerben 762, a tizenhatos számrendszerben 1F2 alakban írható fel.
A 498 páros szám, összetett szám, azon belül szfenikus szám, kanonikus alakban a 21 · 31 · 831 szorzattal, normálalakban a 4,98 · 102 szorzattal írható fel. Nyolc osztója van a természetes számok halmazán, ezek növekvő sorrendben: 1, 2, 3, 6, 83, 166, 249 és 498.
Érinthetetlen szám: nem áll elő pozitív egész számok valódiosztóösszeg-függvényeként.
A 498 négyzete 248 004, köbe 123 505 992, négyzetgyöke 22,31591, köbgyöke 7,92641, reciproka 0,0020080. A 498 egység sugarú kör kerülete 3129,02628 egység, területe 779 127,54446 területegység; a 498 egység sugarú gömb térfogata 517 340 689,5 térfogategység.